# 714

## Родени
- Пипин III, майордом на Австразия